# Institut français de la mode
Pour les articles homonymes, voir IFM.
L’Institut français de la mode (IFM) est une grande école française privée d'intérêt général consacrée à la formation et à la recherche dans les industries de la mode, du luxe, du design et du textile, et plus largement dans les industries créatives.
Située au sein de la Cité de la mode et du design, dans le 13e arrondissement de Paris, elle est membre de l'établissement public Hautes Écoles Sorbonne Arts et Métiers Université et de la Conférence des Grandes Écoles (CGE).
L'institut est présidé par Sidney Toledano et dirigé par Xavier Romatet depuis le 26 août 2019 (précédents directeurs : Pascal Morand (1987-2006) puis Dominique Jacomet (2006-2019). Il est classé premier mondial par le magazine The Business of Fashion pour les programmes de management de la mode et deuxième mondial pour les Masters en création de mode.
Depuis 2019, il réunit l'IFM et l'École de la chambre syndicale de la couture parisienne et propose des formations en création, management et savoir-faire, du CAP au doctorat.

## Historique
Au début des années 1980 naît l'idée d'un institut de la mode devant former « les têtes pensantes des maisons de Couture et prêt-à-porter » mais également de l'industrie textile pour « conforter la place de Paris dans son rôle de capitale mondiale de la mode ». Jack Lang, alors ministre de la Culture, Pierre Bergé, ainsi que des dirigeants d'organismes professionnels prennent en main le sujet.
Fondé en 1986, à l’initiative du ministère de l'Industrie et placé sous sa tutelle, l’Institut exerce ses activités dans la formation initiale, la formation permanente, la recherche et l’expertise. Pierre Bergé, son président fondateur, résume ainsi son projet : « J'ai toujours cru qu'il ne devait pas y avoir de frontières entre les différentes disciplines de nos métiers. J'ai toujours cru qu'on ne pouvait bien faire le sien qu'en connaissant celui des autres. ». 
Dès 1986, l’IFM a créé un Programme Postgraduate de Management (Mode, Design et Luxe) pour renforcer le management des entreprises du secteur. Ce programme a contribué à mettre en place la fonction de chef de produit dans le secteur de la mode et du luxe et forme désormais à un large éventail de métiers : gestion de l'offre, marketing (lié au produit et à la création dans ces secteurs d’activité), communication, commercialisation, merchandising, distribution… Le Programme Postgraduate de Management de l'IFM a reçu le visa du ministère de l'Enseignement supérieur et de la Recherche pour une durée de six ans. Le diplôme est également enregistré au Répertoire national des certifications professionnelles (niveau 1). Depuis 1987, l’Institut développe une offre de formation continue avec la mise en place de séminaires inter-entreprises (plus de 2 000 professionnels formés chaque année).
Depuis 1994, un système de bourses financé par des entreprises mécènes permet à l'IFM d’accroître la diversité sociale de ses étudiants : en 2022, ces entreprises et fondations d'entreprises, au nombre de 34, sont réunies dans une Fondation abritée par la Fondation de France.
En 1999, pour renforcer l’accent mis sur l’interaction entre management et création, a été fondé le « Département de Création de mode » et un Programme Postgraduate de Création par Franc' Pairon. Ce programme en anglais propose trois majeures (Vêtement, Accessoire et Image) et attire de nombreux jeunes talents internationaux qui souhaitent créer en France. Les designers sélectionnés sont mis au contact des réalités de l’entreprise avec lesquelles sont réalisés des prototypes (vêtements, chaussures, maroquinerie). Les candidats sont issus d’écoles de style françaises (école supérieure des arts appliqués Duperré, studio Berçot, école de la chambre syndicale de la couture parisienne formant à la haute couture, atelier Chardon Savard) et internationales comme Central Saint Martins College of art and design, Felicidad Duce, le Fashion Institute of Technology de New York (FIT), l'École nationale supérieure des arts visuels de La Cambre, l'Académie royale des beaux-arts d'Anvers, etc. Le titre de « créateur-concepteur de mode » délivré à l'issue du Programme Postgraduate de Création de l'IFM est enregistré au répertoire national des certifications professionnelles (niveau 1).
En 2004, pour favoriser les progressions de carrière et l’entrepreneuriat, a été créé un « Executive MBA », compatible avec la vie professionnelle et ouvert sur l’international grâce à un partenariat établi avec le Fashion Institute of Technology de New York et l'université polytechnique de Hong Kong. Depuis 2009, les séminaires d’été de l’IFM offrent à un public non spécialisé de lycéens et d'étudiants les bases d'une culture de la mode et du luxe et une vue des industries de la création. Depuis septembre 2013, l’IFM propose un programme anglophone : le Master of Science in International Luxury Management (MSc Luxury).
En 2017, l'IFM ouvre un parcours doctoral intitulé « Théories et pratiques de la mode », en partenariat avec l'université Paris 1 Panthéon-Sorbonne, qui propose une approche pluridisciplinaire (gestion, histoire, histoire de l’art, droit, design, esthétique et sciences de l’art) appliquée au champ et au secteur de la mode et du luxe. En 2019, l'IFM crée sa Chaire Sustainability en collaboration avec le groupe Kering. 
Dès 2016, quatre grandes maisons du luxe poussent à l'évolution de l'IFM. En janvier 2019, le projet de rapprochement, piloté par Xavier Romanet, entre l'IFM et l'École de la chambre syndicale de la couture parisienne est lancé, soutenu par Bruno Le Maire et la Caisse des Dépôts. Après 15 millions de travaux de rénovation, les deux écoles fusionnent en 2021,. La nouvelle entité est inaugurée avec le but « de créer une grande école […] réunissant sous le même toit la création de mode, les métiers techniques et le management »,.

## Description
L'IFM a pour mission d'accompagner le développement des industries de la mode et du design à travers le renforcement des compétences et l'analyse prospective des mutations du secteur, de dynamiser la création et l'innovation au sein des entreprises, et de contribuer au rayonnement « mode et design » de Paris et de la France. L'IFM accompagne de jeunes marques créatives à travers son programme IFM Labels (anciennement IFM Entrepreneurs).
L’IFM permet aux diplômés de l’enseignement supérieur (niveau M1 et M2) de suivre des programmes spécialisés et professionnalisants dans le domaine du management et de la création. Les diplômés de l'IFM (plus de 2000 en France et dans le monde) rejoignent des entreprises ou développent leur propre projet d’entreprise. L'IFM compte seize programmes du CAP, bachelor, master, et doctorat,.

## Réseau et partenariats
En 2006, l'IFM est entré à la Conférence des grandes écoles en tant que membre correspondant. Depuis le 1er septembre 2011, l'Institut est reconnu par l'État (arrêté publié au Bulletin officiel de l'enseignement et de la recherche, le 14 juillet 2011). L'Institut français de la mode fait également partie d'HESAM Université.
De nombreuses personnalités interviennent au sein de l'institut, comme Didier Grumbach, ancien président de la Fédération française de la couture, du prêt-à-porter des couturiers et des créateurs de mode, Sidney Toledano, Président-Directeur Général de LVMH Fashion Group, Guillaume de Seynes, directeur général adjoint, Hermès, mais aussi des experts comme Florence Müller, historienne de la mode, Farid Chenoune, historien de la mode.

## Anciens étudiants
- Nadège Vanhee-Cybulski (IFM/Création 2004), directrice artistique prêt-à-porter féminin, Hermès ;
- Jeanne Friot, styliste à la tête de la marque éponyme ;
- Guillaume Henry (IFM/Création 2001), depuis octobre 2014 directeur de la création chez Nina Ricci - maison du groupe Puig (entreprise) -, ancien directeur artistique de Carven ;
- Sophie Mechaly, styliste et entrepreneure, à la tête de sa propre marque Paul & Joe ;
- Christine Phung (IFM/Création 2002), à la tête de sa propre marque et directrice artistique de Léonard Paris ;
- Charles de Vilmorin, directeur artistique de Rochas[31].